# O Pequeno Cavaleiro
O Pequeno Cavaleiro é um filme de curta-metragem brasileiro de 2008, escrito e dirigido por Eduardo Muniz, e exibido pela RBS TV no programa Histórias Curtas 2008.

## Sinopse
Um menino de oito anos vive intensamente a magia da infância. Seus pais se esforçam para que seu universo de faz-de-conta seja feliz e perfeito. Contudo, algumas decepções irão transformar a forma como o garoto encara o mundo. Na busca das soluções dos seus problemas descobrirá a magia que existe na realidade e o amor que a família sente por ele.

## Elenco
- Caio Pereira .... Artur
- Paulo Adriane .... Marcos
- Fernanda Carvalho Leite .... Aline
- Graça Garcia .... Vó
- Marcelo Dharma .... Seu Omar
- Ana Paula Muniz .... Sofia
- Gabriel Vacaro .... Alexandre

## Prêmios
Melhor episódio  pelo Júri Popular do Histórias Curtas de 2008